# Мадлен Чайлева
Мадлен Николаева Чайлева е българска куклена и озвучаваща актриса.

## Биография
Родена е на 14 октомври 1999 г. В детството си учи в актьорската школа Албена Михова.
През 2022 г. завършва НАТФИЗ „Кръстю Сарафов“ със специалност „Актьорско майсторство за куклен театър“ в класа на проф. Румен Рачев.
Като студентка играе в дипломните спектакли „Пук“ и „Снежната кралица“ в Куклен театър „НАТФИЗ“.
Играе в кукленото представление „Житената питка“, където си партнира с Калин Зафиров.
Участва в музикални клипове, измежду които „Nowhere“ на K.LINA (Калина Баткова) и Funky Taxi Driver на „Дийп Зоун Проджект“.
Чайлева озвучава филми и сериали, измежду които са „Лошите момчета“, „Баз Светлинна година“ и „Домът на Рейвън“, записани в студио „Александра Аудио“.

## Личен живот
Има връзка със състудента си Мартин Желанков, който е син на известната актриса Албена Михова.